# Ле-Тей (Ардеш)
Ле-Тей (фр. Le Teil, окс. Lo Telh) — коммуна во Франции, находится в регионе Рона — Альпы. Департамент коммуны — Ардеш. Входит в состав кантона Вивье. Округ коммуны — Прива.
Код INSEE коммуны 07319.

## Население
Население коммуны на 2008 год составляло 7929 человек.
| 1962 | 1968 | 1975 | 1982 | 1990 | 1999 | 2008 |
| ---- | ---- | ---- | ---- | ---- | ---- | ---- |
| 8236 | 8588 | 8143 | 8089 | 7779 | 7999 | 7929 |

## Экономика
В 2007 году среди 4905 человек в трудоспособном возрасте (15-64 лет) 3260 были экономически активными, 1645 — неактивными (показатель активности — 66,5 %, в 1999 году было 66,5 %). Из 3260 активных работали 2835 человек (1611 мужчин и 1224 женщины), безработных было 425 (182 мужчины и 243 женщины). Среди 1645 неактивных 441 человек были учениками или студентами, 497 — пенсионерами, 707 были неактивными по другим причинам.

## Достопримечательности
- Церковь Сент-Этьен-де-Мела (XI—XII века), исторический памятник с 1868 года
- Музей Движения сопротивления, основан в 1992 году

## Фотогалерея

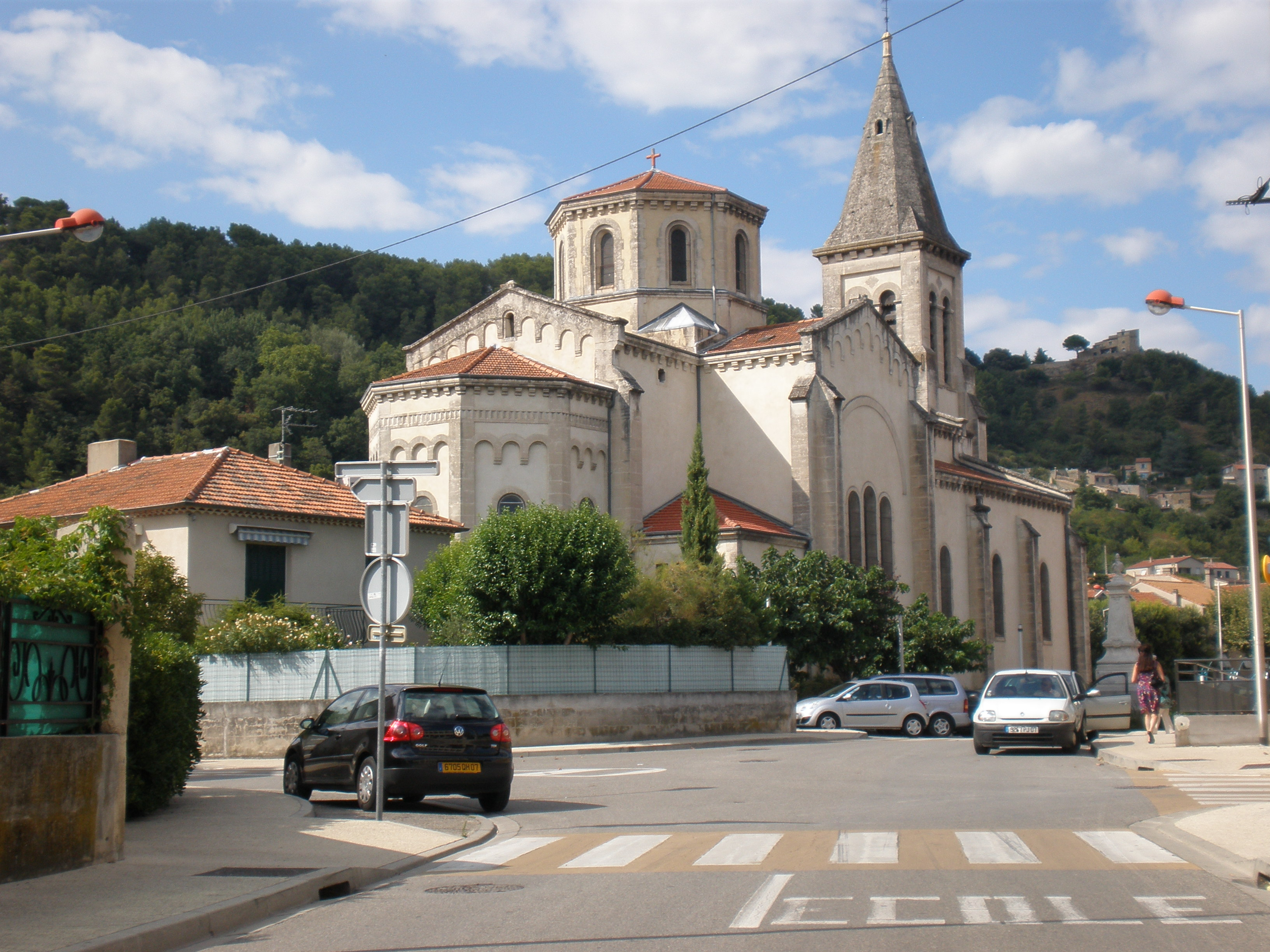
Церковь
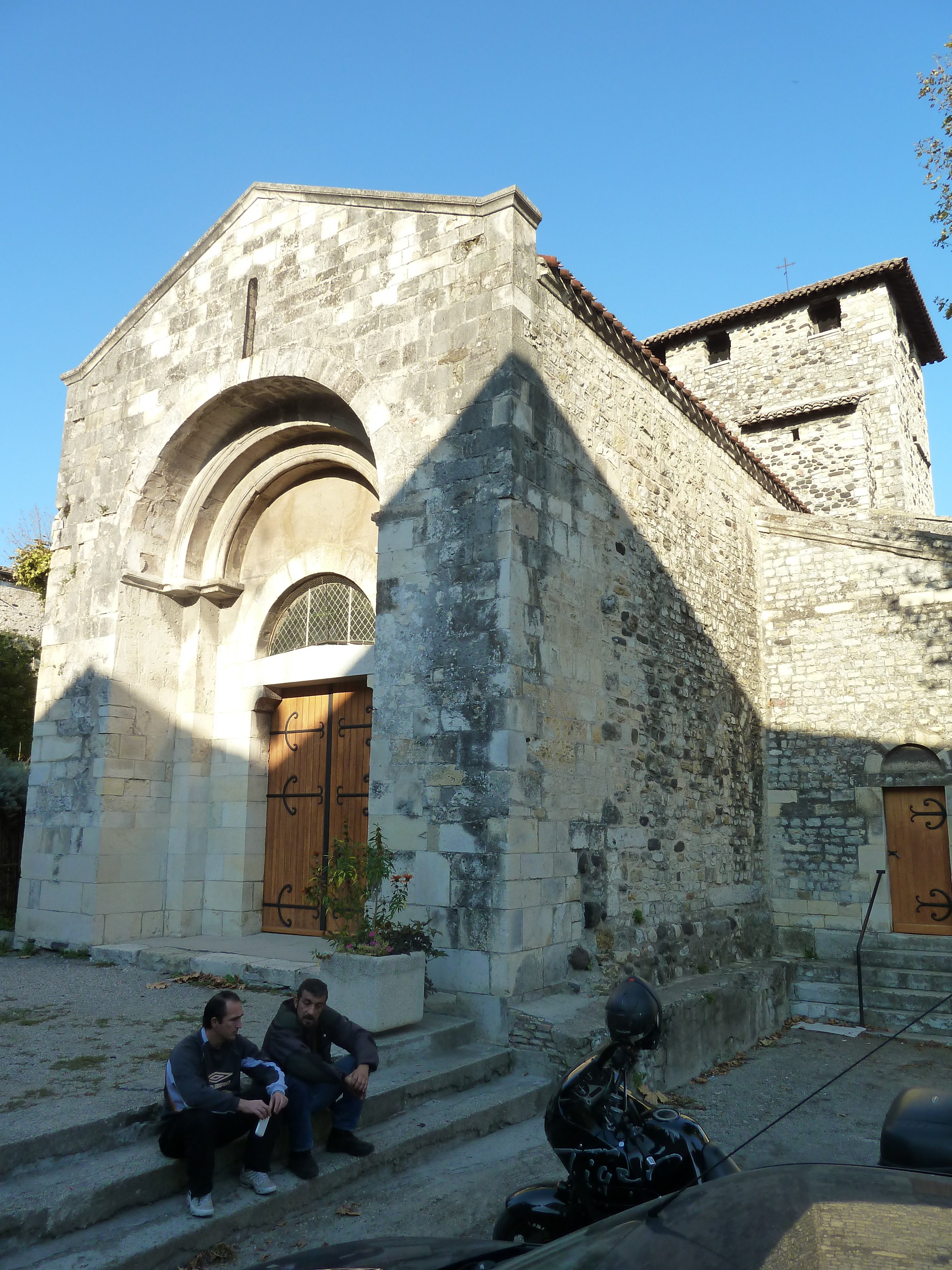
Церковь Сент-Этьен
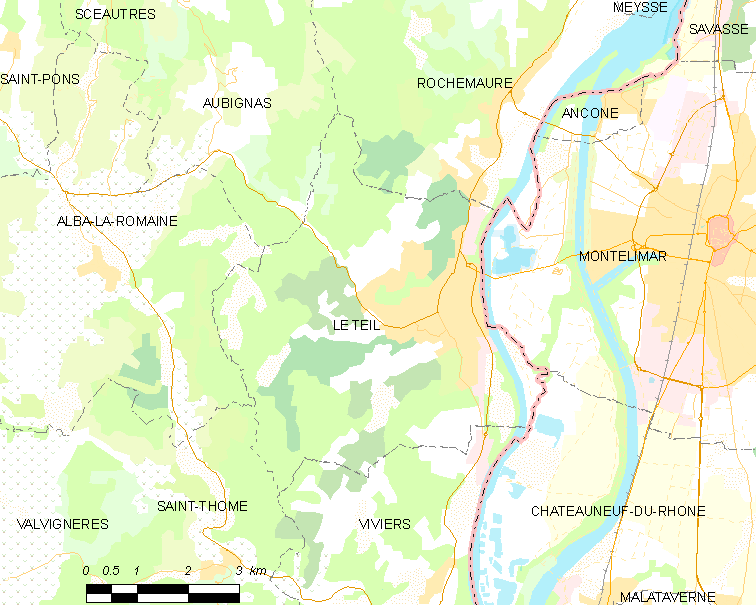
Карта коммуны